# دالي زورن
دالي زورن (بالإنجليزية: Dale Zorn)‏ هو سياسي أمريكي، ولد في 31 ديسمبر 1953. حزبياً، نشط في الحزب الجمهوري. وقد انتخب كعضو مجلس نواب عن ولاية ميشيغان.